# Teck (mittelalterliches Adelsgeschlecht)

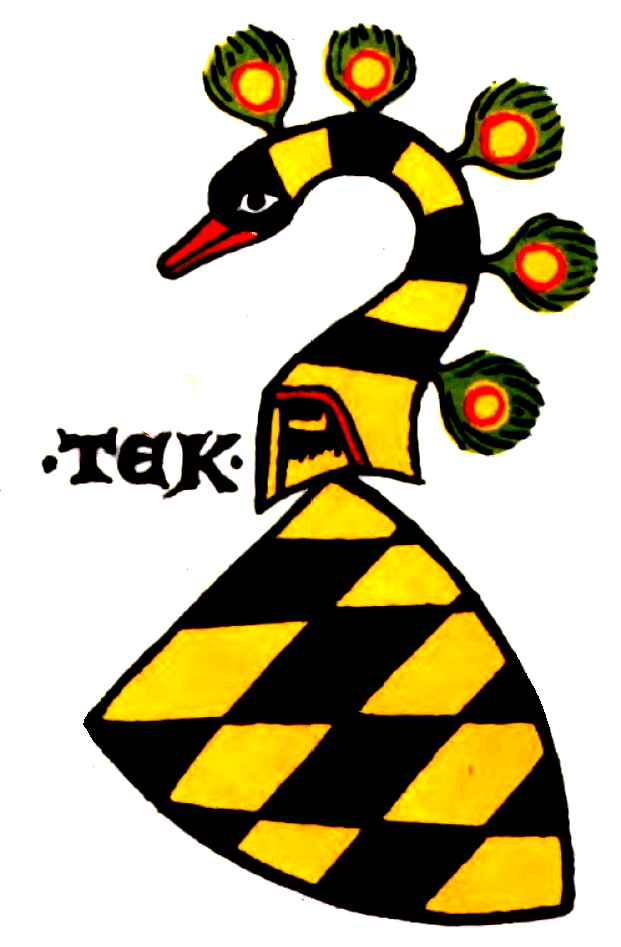
Wappen der Herzöge von Teck um 1340

Die Herzöge von Teck waren eine von etwa 1187 bis 1439 bestehende Seitenlinie der Zähringer. Nach deren Aussterben fiel der Herzogstitel 1495 an das Haus Württemberg. Im 19. Jahrhundert wurde der Titel dann wiederum an eine unebenbürtige Seitenlinie dieses Hauses (die Familie Teck (später Cambridge)) vergeben, die in die britische Königsfamilie einheiratete.

## Geschichte

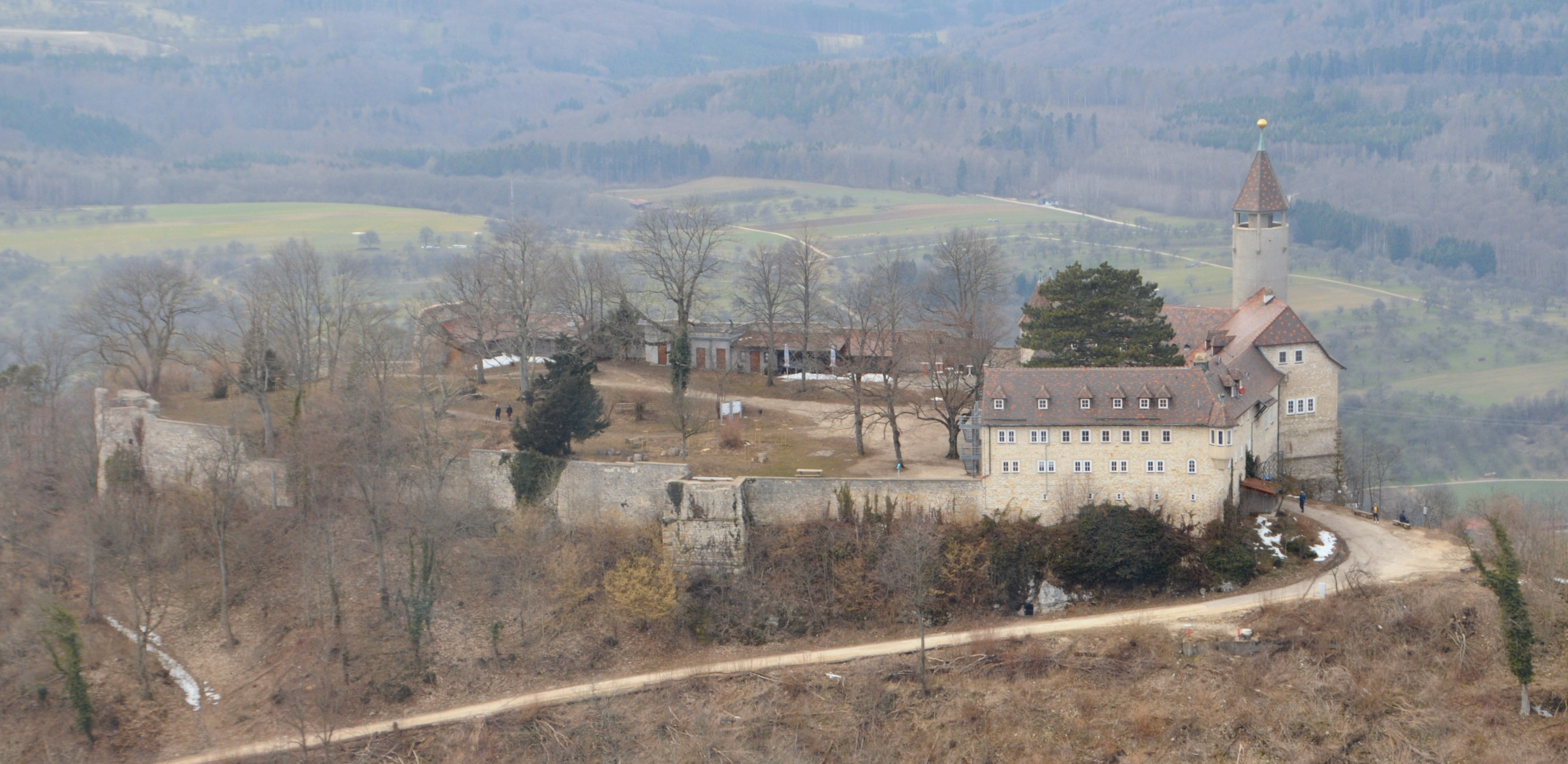
Burg Teck

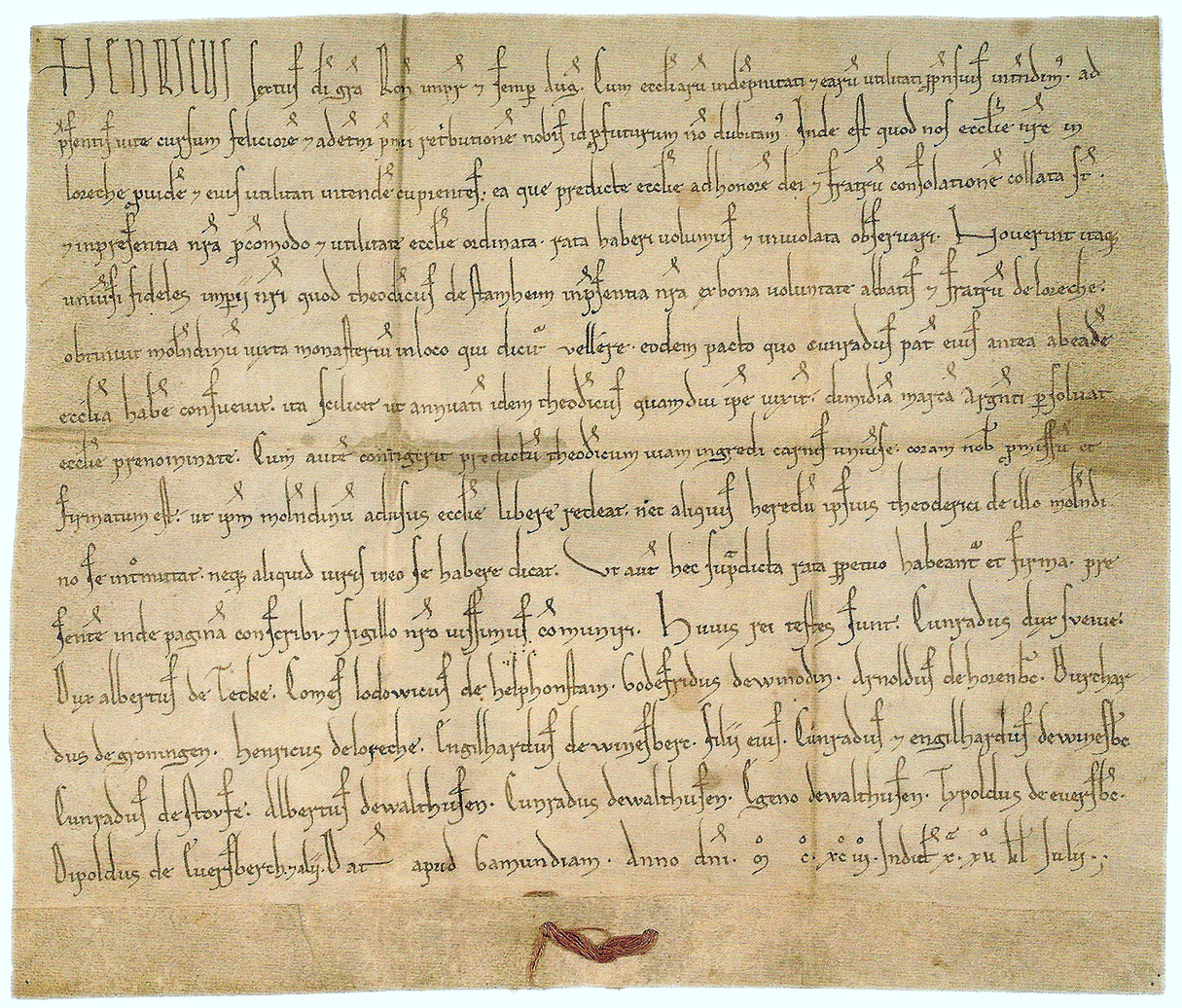
Dux Albertus de Tecke als Zeuge für Kaiser Heinrich VI. (Schwäbisch Gmünd 1193)

Adalbert, Sohn Konrads von Zähringen, erbte zähringische Besitzungen um die Burg Teck zwischen Kirchheim und Owen. Nach dem Tod seines Bruders Berthold IV. nannte sich Adalbert Herzog von Teck und wurde somit zum Stammvater dieser Zähringer Seitenlinie „ohne Herzogtum“.
Einige Historiker gehen davon aus, dass Konrad II. von Teck nach dem Tod Rudolfs I. von der österreichisch-schwäbisch-pfälzischen Partei am 30. April 1292 in Weinheim zum Kompromisskandidaten für die Königswahl gekürt worden sei. Konrad wurde jedoch auf der Reise nach Frankfurt am Main ermordet, wo er hoffte, am 2. Mai von den dort versammelten wahlberechtigten Fürsten bestätigt zu werden. Konrad wurde als „Rex electus“ (gewählter König) in Owen bestattet.
Zu den Ministerialen der Herzöge von Teck zählten u. a. die Herren von Späth, die Herren von Tumnau, die Schwelher von Wielandstein, die Schilling, die Hochschlitz von Pfauhausen, die Truchsess von Stetten, die Herren zu Kirchheim, Magister Heinrich zu Neidlingen und Ulrich zu Neidlingen als Leiter der teck'schen Hofkanzlei, die Herren zu Lichteneck, die Herren zu Wernau, die Herren zu Lenningen, die Herren von Sperberseck, die Schwenzlin von Hofen, die Herren von Bruggon, die Herren von Tachenhausen, die Kyver vom Tiefenbach, die Herren von Mansberg, die Finken vom Schloßberg und die Maier von Waseneck.
Der Herrschaftsbereich der Herzöge von Teck bildete einen Schwerpunkt am Albtrauf um die Burg Teck, umgeben von einem Kranz von Einzelbesitzungen bei Esslingen am Neckar, im Remstal, auf dem Schurwald und auf der Münsinger Alb. Eine zweite Häufung teckischer Güter befand sich im Raum  Oberer Neckar, zwischen Schwarzwald und kleinem Heuberg. Um diese beiden voneinander getrennten Besitzzentren waren weitere Besitzungen im Neckarbecken, im Donautal, im Hegau, im Aargau und am Thunersee gestreut.
Liste der Besitzungen: Altsteußlingen (mehrere Höfe), Gutenberg, Lenningen, Owen, Dettingen unter Teck, Kirchheim unter Teck, Bissingen an der Teck, Boll (bis 1321), Dürnau, Gammelshausen (bis 1321), Sehningen (bis 1321), Lotenberg mit Burg Lotenberg (bis 1321), Heiningen (bis 1321), Pfauhausen und Steinbach, Hegenlohe, Hedelfingen, Stetten im Remstal, Rommelshausen, Marbach am Neckar (bis 1302), Lauffen am Neckar (bis 1302), Zazenhausen, Zwiefalten, Ostdorf, Rosenfeld, Schiltach, Hornberg, Schramberg, Oberndorf am Neckar, Sulzbach, Lauterbach, Kirnbach, Sulgen und Göttelbach.
siehe auch: Liste der Ortswappen mit einem Bezug auf die Herrschaft Teck

## Genealogie

### Linien
Im 13. Jahrhundert teilte sich die Linie in Teck-Oberndorf (mit Sitz in Oberndorf am Neckar) und Teck-Owen. Die Linie Teck-Oberndorf starb 1363 verarmt aus. Die Herrschaft wurde vom erbenden Friedrich von Teck-Owen 1374 an die Grafen von Hohenberg verkauft. Die Linie Teck-Owen erwarb 1365 die Herrschaft Mindelheim, musste aber bereits 1386 das Stammland um die Burg Teck an Württemberg verkaufen. Mit Ludwig von Teck, von 1412 bis zu seinem Tode Patriarch von Aquileja, starben die Herzöge von Teck 1439 aus.

## Persönlichkeiten
- Adalbert I. von Teck (* um 1135; † um 1195)
- Berthold I. von Teck (* um 1200; † 9. Oktober 1244), Bischof von Straßburg
- Konrad II. von Teck (* um 1235; † 2. Mai 1292), Herzog von Teck
- Hermann I. von Teck (urk. seit 1280; † 1313/1314), Herzog von Teck
- Konrad V. von Teck (* 5. Mai 1361; † 9. Juli 1386), Herzog von Teck
- Ludwig IV. von Teck († 1439), Patriarch von Aquileia (1412–1439), letzter Herzog von Teck

## Neuvergabe des Titels
Im Jahre 1495 erhielt Eberhard I. von Württemberg im Zuge seiner Erhebung in den Herzogstand von Kaiser Maximilian den Titel eines Herzogs von Teck verliehen. Der Titel verblieb in den folgenden Jahrhunderten in der württembergischen Herzogsfamilie.
Im 19. Jahrhundert entstand dann eine neue Nebenlinie: Franz von Hohenstein, unebenbürtiger Sohn des Prinzen Alexander von Württemberg und dessen morganatischer Gemahlin Claudine Rhédey von Kis-Rhéde wurde 1863 zum Fürsten und 1871 zum Herzog von Teck erhoben. Er heiratete in den britischen Hochadel ein; seine Tochter Mary wurde schließlich als Ehefrau von George V. Königin. Die Familie benannte sich im Ersten Weltkrieg in Cambridge um, verzichtete auf den deutschen Herzogstitel von Teck und starb schließlich in männlicher Linie 1981 aus. Der Titel wurde seit 1917 nicht mehr verwendet.

## Wappen

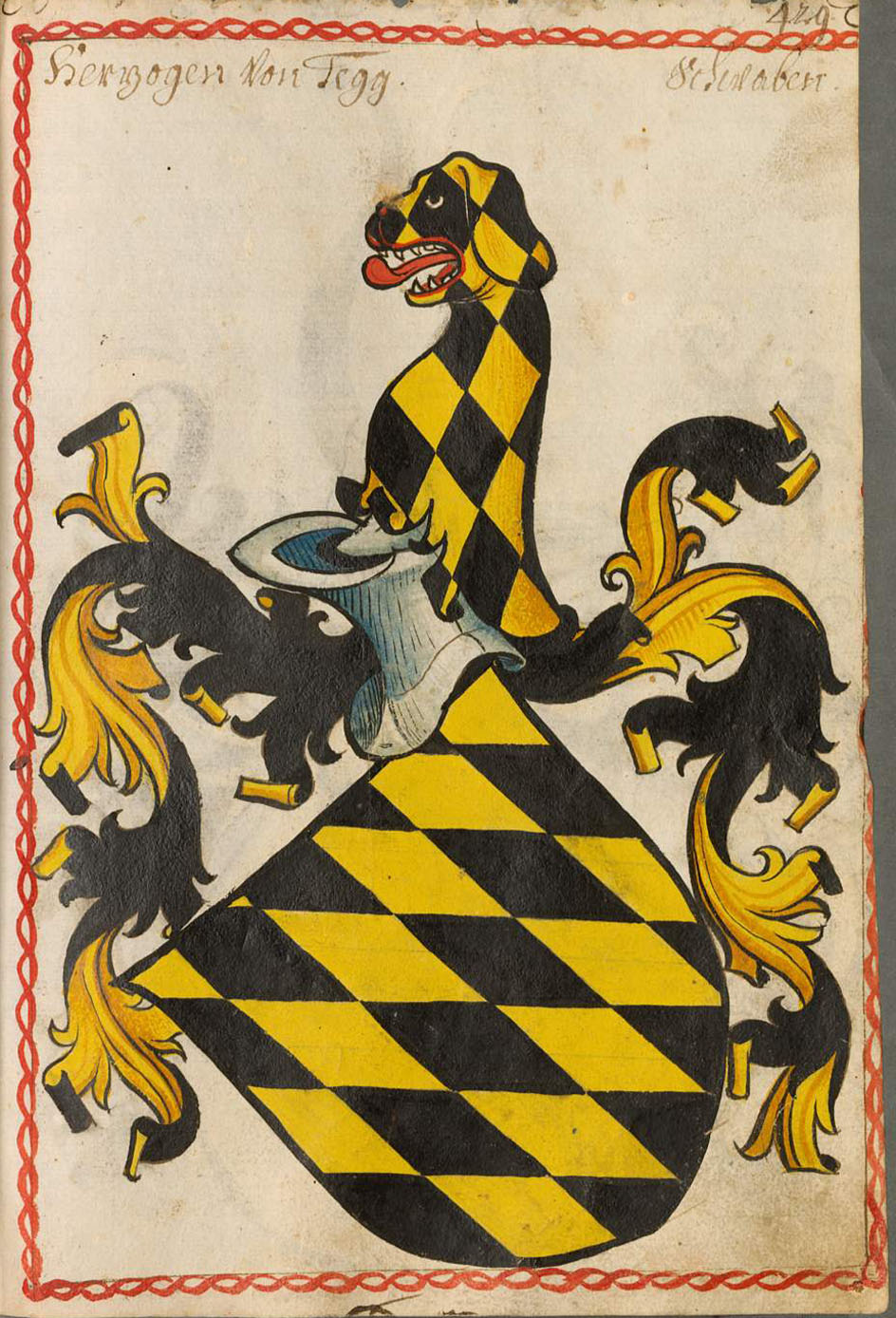
Wappen der Herzöge von Teck (1450–1480)

Das Wappen ist von Schwarz und Gold schräglinks geweckt („Tecksche Wecken“). Auf dem Helm mit schwarz-goldenen Decken eine wie der Schild geweckte wachsende Bracke.